# ラミーヌ・コネ
ラミーヌ・コネ（Lamine Koné , 1989年2月1日 - ）は、フランス・パリ出身のプロサッカー選手。ポジションは、ディフェンダー。

## クラブ経歴

### 初期
2003年、LBシャトールーの下部組織に入団。2005–06シーズンにトップチームに登録された。2007年4月27日のモンペリエHSC戦でトップチームデビュー。

### ロリアン
2010年7月30日、FCロリアンと4年契約を結んだ。移籍金は100万ユーロ。2013年7月23日、新たに3年契約を結んだ。

### サンダーランド
2016年1月27日、プレミアリーグのサンダーランドAFCに移籍。2月13日のマンチェスター・ユナイテッドFC戦では82分にコーナーキックを頭で合わせダビド・デ・ヘアのオウンゴールを誘発、勝利に貢献した。3月11日のエヴァートンFC戦では2ゴールを挙げ、サンダーランドのプレミアリーグ残留に貢献した。
デイビッド・モイーズの監督就任後、8月に移籍を志願したが、最終的に9月14日に契約を延長した。

### ストラスブール
2018年8月1日、RCストラスブールに買取オプション付きのレンタル移籍。2019年6月1日に完全移籍となった。

## 代表歴
U-20年代まではフランス代表を選択し、2009年地中海競技大会、2010年トゥーロン国際大会等に参加した。その後コートジボワール代表に変更し、2014年にA代表デビューを果たした。